# Пуерто Уилямс
Пуерто Уилямс (на испански: Puerto Williams) е град, разположен на остров Наварино, в архипелага Огнена земя, Чили. Има излаз на протока Бигъл. Според Чили, Пуерто Уилямс е най-южният град в света (54o56' ю.ш.) , въпреки че по-често за такъв се посочва гр. Ушуая в Аржентина (54o48'26" ю.ш.).
Основан е през 1953 година като военноморска база. Към 2002 г. има население от 2874 души.